# Fabrica
Fabrica – jednostka osadnicza w Stanach Zjednoczonych, w stanie Teksas, w hrabstwie Maverick.